# На отдыхе (фильм)
«На отдыхе» — художественный фильм режиссёра Эдуарда Иогансона, снятый на киностудии «Ленфильм» в 1936 году.
Официальная дата выпуска на экраны — 27 января 1937 года. Однако первые рецензии на картину вышли раньше, в ноябре-декабре 1936 года. Фильм сохранился не полностью (без финальной 6-й части).

## Сюжет
В один из южных санаториев приезжает на отдых известный полярный исследователь Лебедев. Желая избежать утомительного внимания окружающих, он скрывает свою фамилию. В санатории Лебедев встречает своего друга, лётчика-орденоносца Лаврова, который по тем же причинам сохраняет инкогнито. Однако такое их поведение некоторым из отдыхающих кажется подозрительным. Добровольный «следователь», сопоставив факты исчезновения часов в санатории и с тем, что из чемодана, случайно уроненного Лебедевым, вывалилась целая груда часовых механизмов (нужными ему для конструирования арктического хронометра), приходит к выводу, что этот человек — вор. Однако адресованная Лебедеву телеграмма, извещающая его о назначении начальником новой арктической станции, раскрывает инкогнито друзей.
Вместе с любимыми девушками они вылетают на самолёте в район сбора экспедиции.

## В ролях

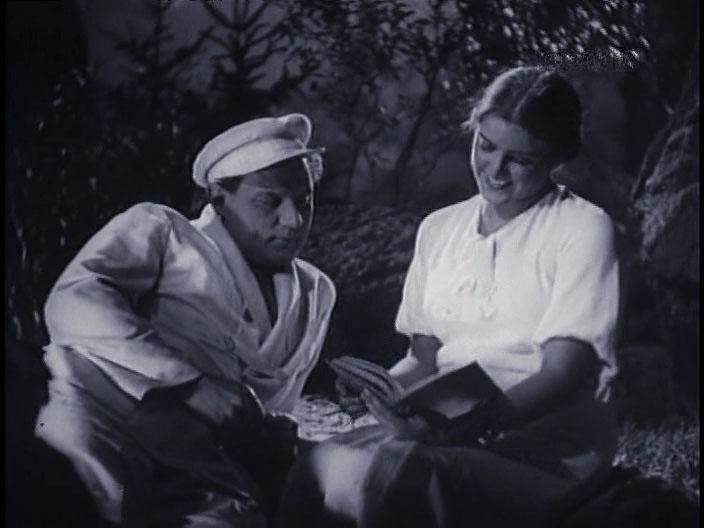
Кадр из фильма «На отдыхе» (1936)

- Юрий Толубеев — Иван Иванович Лебедев, отдыхающий, начальник научной части экспедиции
- Сергей Поначевный — Михаил Сергеевич Лавров, лётчик
- Татьяна Гурецкая — Маруся, лётчица; песня «Не звала его я, не искала…» озвучена Клавдией Шульженко
- Нина Зверева — Таня
- Владимир Сладкопевцев — Николай Николаевич, отец Тани
- Ефим Альтус — Ефим Григорьевич, завхоз дома отдыха № 17
- Николай Лапин — Женя, культработник
- Георгий Орлов — певец
- Василий Максимов — почтальон
- Виктор Портнов — почтальон
- Эрна Машкевич — отдыхающая
- Дмитрий Зайцев — Доценко
- Андрей Апсолон — эпизод

## Съёмочная группа
- Авторы сценария: Николай Олейников и Евгений Щварц
- Режиссёр-постановщик: Эдуард Иогансон
- Оператор-постановщик: Георгий Филатов
- Художник-постановщик: Павел Зальцман
- Композитор: Иван Дзержинский
- Звукооператор: Виктор Муравьёв
- Ассистенты режиссёра: Вячеслав Куклин, В. Скворцов

## Критика
Этот «редкий образец ОБЭРИУтского кинематографа» был негативно воспринят критикой.
В первой же рецензии, написанной в жанре фельетона с красноречивым названием «Протокол бреда», которую газета «Известия» напечатала 17 ноября 1936 г., Братья Тур задавали тон: «Рассказать сюжет этого полнометражного труда представляет непреодолимую трудность <…> Комедия, претендующая быть весёлой, вызывает неподдельную грусть. Грусть за талантливых актёров Толубеева, Альтуса и Гурецкую, которым выпала печальная участь играть в этом фильме».
В газете «Ленинградская правда» фильм был назван «плохой, несмешной картиной». Рецензент Сократ Кара писал: «… ни красивые пейзажи, … ни весёлая атмосфера дома отдыха, ни чудачества завхоза и культработника — ничто не может спасти и не спасает фильм».
Елена Катерли назвала картину бездарной.
В газете «Рабочая Москва» (11 декабря 1936 г.) Георгий Гайдовский утверждал, что «вовсе невозможно понять, что происходит на протяжении фильма, который поистине является рекордом неудачи».
Тогдашний руководитель советской кинематографии Борис Шумяцкий резкие выступления прессы счёл несправедливыми. Это побудило его поставить вопрос о «о дезориентации читателей в результате ряда выступлений нашей прессы по вопросам кинокомедии» и подать докладную записку в Центральный комитет ВКП(б) с просьбой осудить травлю фильма «На отдыхе».
Рассмотрев докладную Шумяцкого, ЦК ВКП(б) издало Постановление, в котором было сказано: «Считать фельетон братьев Тур неправильно оценивающим фильм „На отдыхе“ <…> предложить Культпросветотделу и Отделу печати ЦК ВКП(б) своевременно давать печати ориентировку особенно по фильмам комедийного жанра…»
Однако репутация «неудачного» прочно закрепилась за фильмом и на будущее время.
Так, киновед Георгий Капралов отзывался о картине: «События фильма, поступки героя лишены элементарной человеческой логики и психологического оправдания. Появление этого произведения на экранах было встречено как поразительно глупый анекдот».
Историк кино Евгений Марголит писал, что в картине «водевильное безумие начинает ощущаться как безумие настоящее». Он заметил, что в фильме «бдительные отдыхающие плетут друг против друга интриги и едва не объявляют знаменитого полярника врагом народа».
Кинокритик Пётр Багров считал, что сценарий фильма был «по-своему смел» и «ни в одной советской комедии 30-х годов не было такого восхитительно-бессмысленного текста». «Обычные комедийные штампы в этой картине, — писал П. Багров, — утрированы и принимают формы откровенного гротеска». Режиссёру, по мнению кинокритика, удалось «передать эту атмосферу само собой разумеющегося сумасшествия». Багров отмечал «светлую фотографию» оператора Г. Филатова, которая «служит общей, издевательской атмосфере», а также «эстетично-„безвкусные“ декорации» художника П. Зальцмана. Критик также указывал, что «совершенно немыслимой для 1936-го года кажется откровенная пародия на тему бдительности».
Асса Новикова в журнале «Сеанс» (2015) дала следующую оценку: «… это не комедия, это просто какой-то бардак. Коммунизм как советская власть плюс абсурдизация всей страны».